# Archidiocèse de Paris
L'archidiocèse de Paris (en latin : Archidioecesis Parisiensis ou Archiepiscopatus Nostrae Dominae Parisiensis) est le principal archidiocèse métropolitain de l'Église catholique en France.
Depuis le 26 avril 2022, Laurent Ulrich est archevêque de Paris. Il est assisté par deux évêques auxiliaires, Philippe Marsset depuis 2019 et Emmanuel Tois depuis 2023.

## Histoire

### Suffragant de Sénonaise (jusqu'auXVIIesiècle)
L’évêché de Paris aurait été créé au IVe siècle. Selon la tradition, Paris aurait été évangélisée par saint Denis, premier évêque de la ville, mais le premier évêque de Paris attesté est Victorin (Victorinus) cité en 346.
L'évêché n’a pendant plusieurs siècles qu’une importance relative dans le royaume. Il est initialement suffragant de Sens, qui dispute à Reims la primature. Ainsi, contrairement aux six pairs ecclésiastiques primitifs du royaume de France — l'archevêque-duc de Reims, l'évêque-duc de Laon, celui de Langres, l'évêque-comte de Beauvais, celui de Châlons et celui de Noyon — et à l'abbé de l'abbaye Saint-Remi de Reims, gardien de la Sainte ampoule, et celui de l'abbaye de Saint-Denis, gardien des autres insignes royaux et de la nécropole royale, les évêques puis archevêques de Paris ne participaient pas au cérémonial du sacre des rois de France en la cathédrale de Reims.

### Érection en archevêché
Cependant, du fait du rôle politique de Paris, la royauté soutient la transformation de l'évêché en archevêché qui est obtenue en 1622. Par la bulle Universi orbis du 20 octobre 1622, le pape Grégoire XV élève ainsi Paris au rang de siège archiépiscopal.
En 1674, le roi Louis XIV renforce encore le pouvoir de l’archevêque en faisant de sa propriété de Saint-Cloud une duché-pairie. Ainsi, de 1690 à 1790, les archevêques de Paris sont ducs et pairs de Saint-Cloud.

### XIXesiècle
Entre 1790 et 1801, Paris est le siège épiscopal du « diocèse » du département de Paris puis de la Seine, un des quatre-vingt-trois diocèses de l'Église constitutionnelle créés par la constitution civile du clergé non reconnue par Rome. Ce « diocèse » couvre le département de Paris devenu, en 1795, celui de la Seine. Le diocèse catholique est finalement rétabli par le concordat de 1801.
De 1801 à 1822, les archevêques de Paris relèvent les titres d'archevêque de Reims et d'archevêque de Sens. En effet, la bulle Qui Christi Domini vices (29 novembre 1801), qui entérine le concordat, prévoit que l’archevêque de Paris joint à son titre ceux des sièges alors supprimés de Reims et de Sens. Cette adjonction cesse avec le rétablissement de ces sièges par la bulle Paternae caritatis du 6 octobre 1822.

### Ère contemporaine
Depuis 1967, certains archevêques de Paris ont été créés cardinaux-prêtres de l'église Saint-Louis-des-Français de Rome. 
Depuis la démission pour limite d'âge de Mgr André-Vingt-Trois en 2017, les archevêques de Paris ne pouvaient plus être créés cardinaux. En effet, le titre cardinalice était réservé au décès du dernier titulaire, survenu en l'espèce, le vendredi 18 juillet 2025.

## Ressort et organisation territoriale
Érigé au IIIe siècle, le diocèse de Paris (en latin : Dioecesis Parisiensis) est élevé au rang d'archidiocèse métropolitain en 1622. Il est l'archidiocèse historique de l'Île-de-France.
- À la veille de la Révolution française, l'archidiocèse de Paris s'étendait sur le pays de France, le Hurepoix et une partie de la Brie, la Brie française. Il confinait : au nord-ouest, avec celui de Rouen ; au nord, avec le diocèse de Beauvais ; au nord-est, avec celui de Senlis ; à l'est, avec celui de Meaux ; au sud-est et au sud, avec l'archidiocèse de Sens ; et, au sud-ouest et à l'est, avec le diocèse de Chartes. Paris, dont le territoire urbain compte 51 paroisses en 1790, et sa banlieue étaient divisées en deux archiprêtrés : celui de la Madeleine et celui de Saint-Séverin.
  - L'archiprêtré de la Madeleine comprenait les cures d'Auteuil, Boulogne, Chaillot, Charonne, Clichy, Montmartre et Villiers-la-Garenne.
  - L'archiprêtré de Saint-Séverin comprenait les cures de Vaugirard et Montrouge ainsi que celles d'Aubervilliers, La Chapelle-Saint-Denis, Conflans, Passy et La Villette-Saint-Lazare.
  - Le reste de l'archidiocèse était divisé en trois archidiaconés, subdivisés en sept doyennés : l'archidiaconé de Paris ou grand archidiaconé comprenait les deux doyennés de Chelles et Montmorency ; celui de Josas, les deux doyennés de Châteaufort et Montlhéry ; et celui de Brie, les deux doyennés de Lagny et Vieux-Corbeil ainsi que, enclavé dans l'archidiocèse de Sens, le doyenné de Champeaux. Le doyenné de Chelles comprenait notamment les paroisses de Chelles, Le Bourget, Charenton, Dugny, Gagny, Montreuil, Pomponne, Villepinte et Vincennes. Le doyenné de Montmorency comprenait notamment les paroisses de Montmorency, Argenteuil, Conflans-Sainte-Honorine, Écouen, Frépillon, Gonesse, Louvres, Luzarches, Marly-la-Ville, Saint-Denis et Villiers-le-Bel. Le doyenné de Châteaufort comprenait notamment les paroisses de Châteaufort, Arpajon, Chevreuse, Dampierre, Limours, Meudon, Nanterre, Saint-Cloud, Saint-Germain-en-Laye, Palaiseau, Sceaux, Trappes, Versailles et Villepreux. Le doyenné de Montlhéry comprenait notamment les paroisses de Montlhéry, Ablon, Athis, Choisy-le-Roi, Courcouronnes, Écharcon, Gentilly, Ivry, Lonjumeau, Morangis et Savigny. Le doyenné de Lagny comprenait notamment les paroisses de Lagny, Champigny, Chenevières, Chessy, Jossigny, Gournay, Malnoue, Pontcarré, Roissy et Serris. Le doyenné de Vieux-Corbeil comprenait notamment les paroisses de Vieux-Corbeil, Brie-Comte-Robert, Chatre, Chevry, Créteil, Croquetaine, Grégy, Sansalle, Sognolles, Sucy, Tournan et Villeneuve-Saint-Georges. Le doyenné de Champeaux comprenait les sept paroisses de Champeaux, Andrezel, La Chapelle-Gauthier, Fouju, Saint-Méry, Quiers et Verneuil-l'Étang.
- De 1801 à 1968, il couvrait le département de la Seine, enclavé dans celui de Seine-et-Oise qui formait le diocèse de Versailles. Depuis 1968, il couvre la commune-département de Paris.
- Depuis 2002, il a pour suffragants les diocèses de Créteil, Évry-Corbeil-Essonnes, Meaux, Nanterre, Pontoise, Saint-Denis et Versailles. La province ecclésiastique de Paris couvre ainsi la région Île-de-France.

## Patrimoine
Selon une enquête de la cellule investigation de Radio France publiée en novembre 2021, le diocèse de Paris est propriétaire de biens immobiliers non répertoriés dans les comptes de son association diocésaine, à hauteur de 700 millions d’euros. Ces biens n'apparaissent pas dans les comptes de l'association cultuelle du diocèse pour se conformer à la loi de séparation des Églises et de l'État qui interdit à l'Église de percevoir des revenus provenant de biens immobiliers. Pour contourner cette loi, ces biens sont propriétés d'autres structures autonomes telles que SCI ou associations autonomes qui perçoivent les loyers. Le diocèse de Paris confirme les éléments de l'enquête : « ces SCI sont propriétaires de biens immobiliers d’habitation, pour la plupart, et de bureaux. Plusieurs sont aussi ou exclusivement propriétaires de biens immobiliers d’usage (écoles en particulier). ».

### Siège
- L’archevêché de Paris fut d’abord installé dans un palais à proximité de Notre-Dame de Paris. Agrandi et embelli sous les différents évêques et archevêques, Luc-Vincent Thiéry le décrit ainsi en 1787[4] : « Ce palais, situé au côté méridional de l’église cathédrale, a son entrée près le passage qui conduit au Pont-au-double. La porte de la première cour est décorée de deux colonnes ioniques, surmontées d'un fronton demi-circulaire. Dans les bâtiments de la droite, sont les salles des Officialités métropolitaine et diocésaine du bailliage de la duché-pairie de l'archevêché de Paris, la Chambre Ecclésiastique du diocèse, et la bibliothèque des avocats. On arrive à la seconde cour par une arcade pratiquée sous le bâtiment du Trésor, qui fait le fond de la première. Ce bâtiment présente une belle façade, tant du côté de la première que du côté de la seconde cour. […] Le palais archiépiscopal forme l'équerre dans cette seconde cour. Il est dans une belle situation, sur le bord de la rivière : sa vue s'étend très loin du côté du levant et est fort agréable. Il doit son agrandissement à différents prélats qui ont gouverné l'Église de Paris, principalement au Cardinal de Noailles, qui y a fait faire de grandes augmentations et beaucoup d'embellissements en 1697. Feu M. de Beaumont du Repaire, dernier archevêque, y a fait bâtir, sur les dessins de M. Desmaisons, architecte du Roi et Chevalier de ses Ordres, le grand escalier, ouvrage estimé des connaisseurs. II a fait aussi réparer le principal corps de logis où sont de fort belles salles destinées à recevoir les seigneurs de la Cour, lors des Te Deum, ou autres cérémonies quelconques. Elles sont ornées des portraits des princes de la Maison de France. Le jardin de ce palais archiépiscopal est en terrasse sur la rivière ». Le bâtiment abrita un hospice, qui fut transformé en hôpital-prison sous la Terreur.
- Sous l'Empire, Napoléon Ier souhaita installer la Papauté à Paris ; par un décret du 8 novembre 1810, il décida que le palais de l'archevêché de Paris celui du Pape ; on n'avait cessé d'embellir ses alentours depuis le début de l'Empire : destructions des maisons qui s'y adossaient, construction de quais, rénovation de la voirie. Dès la nomination de Fesch à l'archevêché en janvier 1809, le palais épiscopal, alors en mauvais état, avait été l'objet des soins du gouvernement, avec le déblocage d'un crédit de 600 000 francs, qui fut accru en août 1810, sous Maury, de 150 000 francs, notamment pour faire développer le jardin[5]. Un an plus tard, on le remeubla et on l'agrandit, sous la conduite de l'architecte Poyet, l'empereur faisant en outre acheter et abattre de nouvelles maisons pour mieux le dégager pour 500 000 francs[6],[7]. À l'été 1812, on proclama que le « palais du Pape à Paris » était prêt mais la chute de l'Empire et le refus de Pie VII empêchèrent l'aboutissement du projet.
- L'archevêché de Paris fut saccagé en février 1831 lors d’un épisode révolutionnaire. Le pont de l'Archevêché et le quai de l'Archevêché perpétuent le souvenir de cet ancien archevêché, ainsi que le square de l’Archevêché avant qu’il ne devienne le square Jean-XXIII.

- Après ce saccage, l’État loua de 1840 à 1849 l’hôtel de Chenizot[8] sis 51, rue Saint-Louis-en-l'Île, dans l’île Saint-Louis. C’est dans cet archevêché que les Parisiens défilèrent devant la dépouille de Denys Affre, mortellement blessé devant une barricade.
- En 1849, l’archevêché s’installa en l’hôtel du Châtelet sis 127, rue de Grenelle pour y rester jusqu’en 1906[9] (loi de séparation des Églises et de l'État).
- Sous le Second Empire, Eugène Viollet-le-Duc proposa l’édification d’un palais de l'Archevêché de Paris dans la partie nord-est de l’île de la Cité[10].
- Depuis l’été 2013, le siège de l’archevêché est installé au 10, rue du Cloître-Notre-Dame, sur l’île de la Cité, face à la cathédrale Notre-Dame de Paris, tandis que l'archevêque réside rue Barbet-de-Jouy.

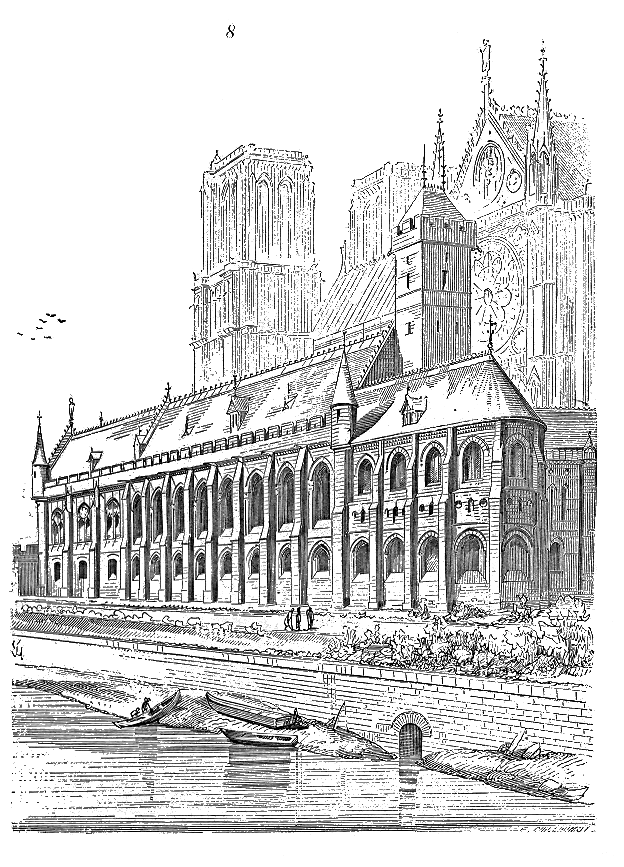
Le palais de l'évêché de Paris au Moyen Âge.
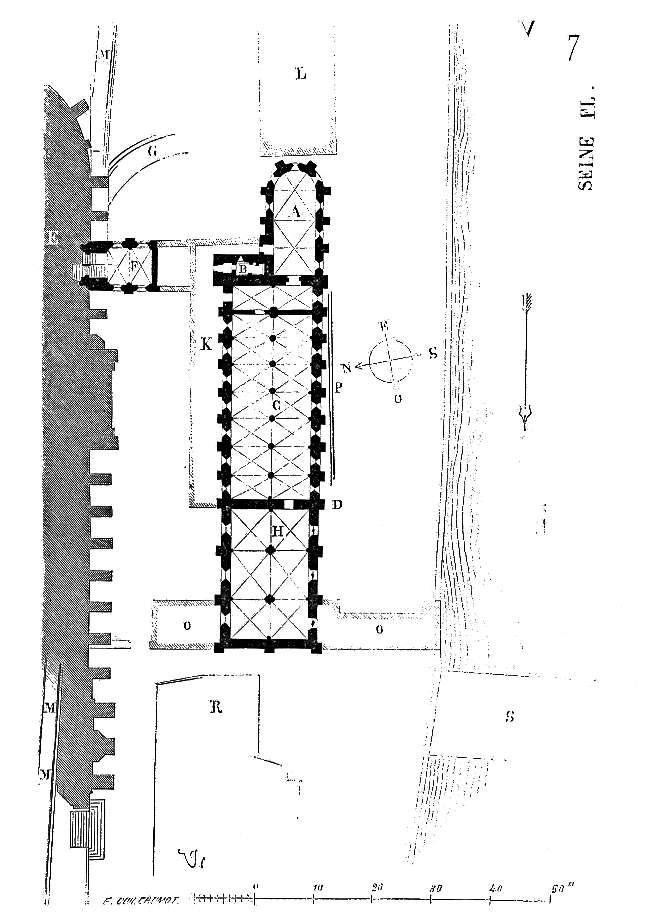
Le plan de l'évêché de Paris au Moyen Âge.
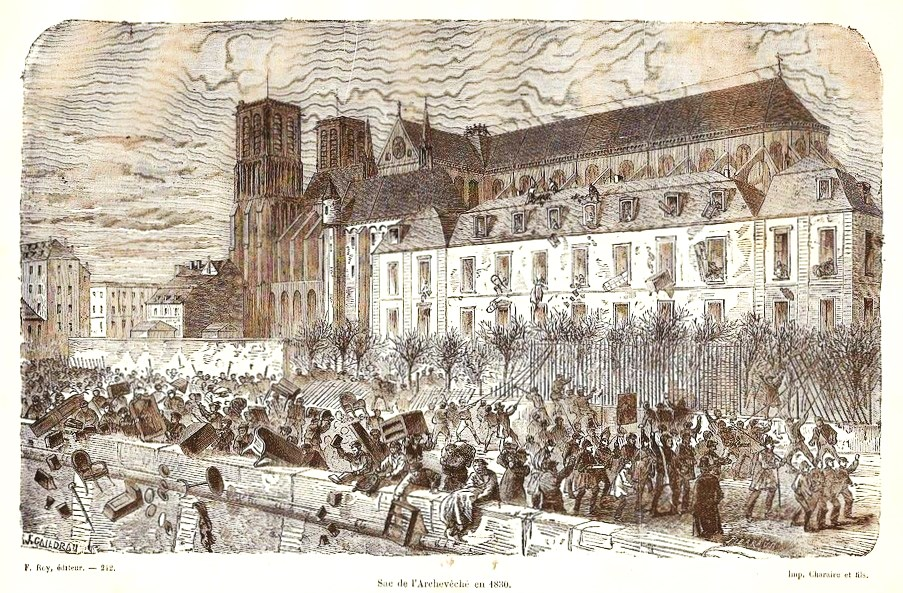
Le sac de l'Archevêché de Paris en 1830.
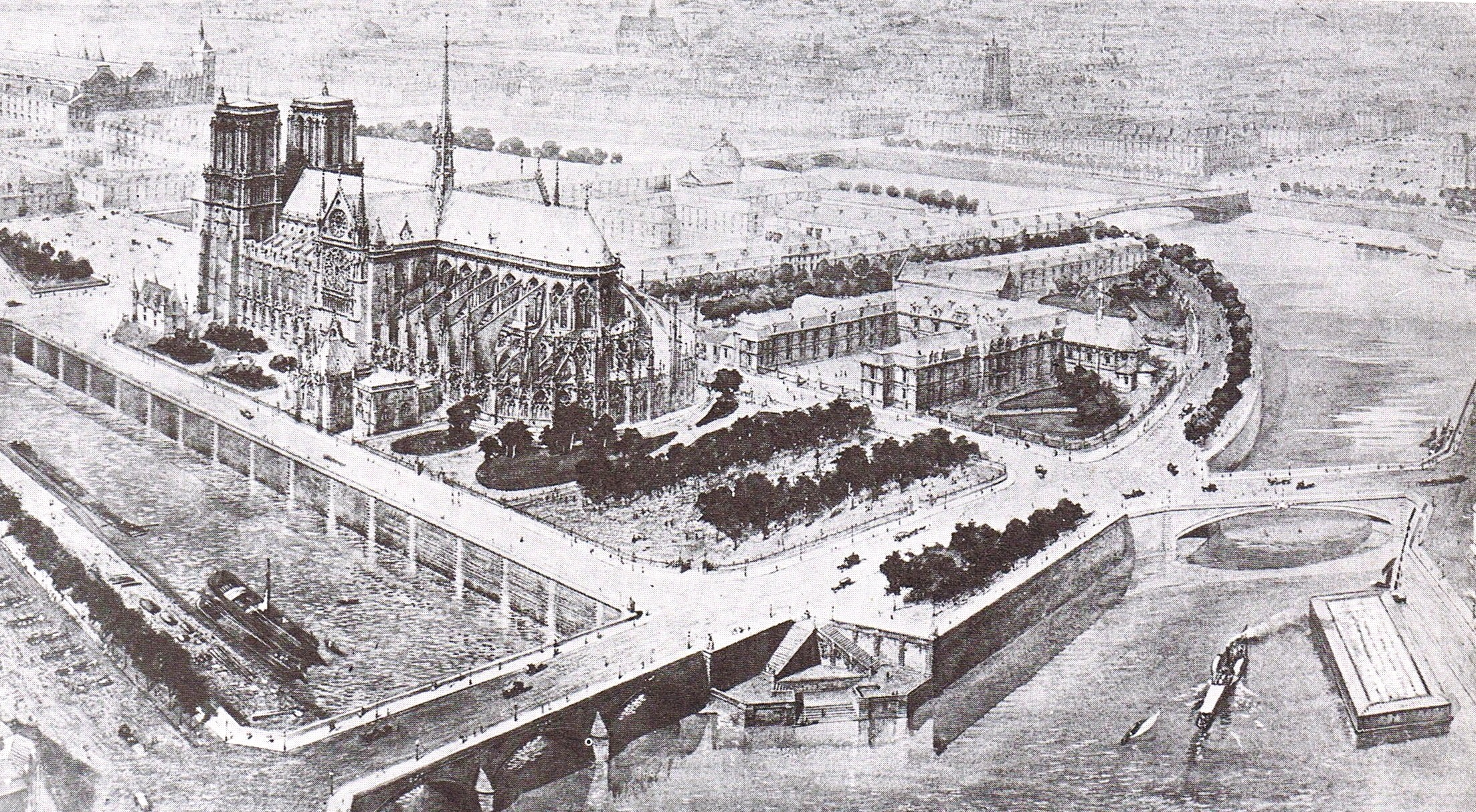
Le projet de palais de Eugène Viollet-le-Duc.

### Abbayes et autres instituts religieux
Le diocèse a compté plusieurs instituts religieux de grande histoire : vingt trois chapitres séculiers, dont treize dans la ville de Paris, et trente et unes abbayes, dont quatre en ville), soixante dix huit prieurés. Plusieurs églises avaient des bénéfices royaux : Saint-Germain-l'Auxerrois, Saint-Marcel et Saint-Honoré et aussi la Sainte-Chapelle, La Sainte-Chapelle du Vincennes et Saint-Thomas du Louvre.
Trois abbayes royales sont du ressort de Paris :
- Abbaye royale de Chelles (Monasterium Calense)[12].
- Abbaye royale de Montmartre (Monasterium Mons Martyrum prope Parisos)[12].
- Abbaye royale de Longchamp

### Basiliques
L'archidiocèse de Paris compte cinq églises ayant le rang de basilique mineure. Ces églises sont :
- la Cathédrale Notre-Dame de Paris
- la Basilique du Sacré-Cœur de Montmartre
- la Basilique Notre-Dame-des-Victoires de Paris
- la Basilique Sainte-Clotilde de Paris
- la Basilique Notre-Dame-du-Perpétuel-Secours de Paris

## Statistiques
Selon l'Annuaire pontifical, Paris comptait en 2013 un nombre de 1 346 300 baptisés pour 2 243 833 habitants (soit 60%) avec 1 387 prêtres dont 837 séculiers et 550 réguliers, 970 baptisés par prêtre ; 114 diacres permanents, 1 010 religieux et 1 745 religieuses dans 114 paroisses.

## Quelques initiatives
Michel Aupetit a souhaité proposer à tous ses fidèles et leurs pasteurs une « prière de guérison et de délivrance ». Une première prière a eu lieu le 11 mai 2019 à Saint-Sulpice, puis une journée de délivrance, de guérison et de réconciliation a eu lieu 16 mai 2020 également à Saint-Sulpice. L’archevêque de Paris veut ainsi manifester l’exercice de son ministère de successeur des apôtres, appelé à répondre à l'appel du Christ : « Guérissez les malades, ressuscitez les morts, purifiez les lépreux, chassez les démons. Vous avez reçu gratuitement, donnez gratuitement » (Mt 10, 8).